# Darja Czulcowa
Darja Dzmitryjeuna Czulcowa (biał. Дар’я Дзмітрыеўна Чульцова; ur. 20 lutego 1997 w Szkłowie) – białoruska dziennikarka i więzień polityczny.

## Życiorys
Darja Czulcowa urodziła się w Szkłowie na Białorusi. Od dziecka interesowała się dziennikarstwem. Już na studiach uczestniczyła w projekcie Mogilev.online, a po ukończeniu w 2020 roku Mohylewskiego Uniwersytetu Państwowego im. Arkadzia Kulaszowa rozpoczęła pracę jako reporter w telewizji Biełsat.
Darja Czulcowa i Kaciaryna Andrejewa zostały aresztowane przez milicję 15 listopada 2020 roku, gdy prowadziły na żywo transmisję z okna mieszkania na 13 piętrze wieżowca, pokazując brutalne rozpędzanie przez siły bezpieczeństwa uczestników demonstracji na Placu Przemian w Mińsku. Demonstracja miała upamiętnić zamordowanego Ramana Bandarenkę. Obu dziennikarkom wytoczono proces karny, oskarżając o organizowanie działań rażąco naruszających porządek publiczny. W lutym 2021 roku sąd (sędzia – Natallia Buhuk, prokurator – Alina Kasianchyk, śledczy – Ihar Kurylovich) za koordynowanie zamieszek politycznych skazała je na 2 lata kolonii karnej.
24 listopada 2020 roku dziesięć organizacji, między innymi: Centrum Obrony Praw Człowieka Wiasna, Białoruskie Stowarzyszenie Dziennikarzy, Białoruski Komitet Helsiński, uznały ją za więźnia politycznego. 10 grudnia 2020 roku za działalność na rzecz praw człowieka otrzymała tytuł Dziennikarza Roku. 10 marca 2021 roku Darja Czulcowa razem z Kaciaryną Andrejewą otrzymały nagrodę specjalną w ramach Nagrody im. Dariusza Fikusa.
9 kwietnia 2021 roku Darją razem z Kaciaryną Andrejewą i Kaciaryną Barysiewicz zostały laureatkami nagrody im. Alaksandra Lipaja „Honor dziennikarstwa”.
Apelacja od wyroku, która została rozpatrywana przez Sąd Miejski w Mińsku 23 kwietnia 2021 roku, była odrzucona.
7 czerwca 2021 roku Darją razem z Kaciaryną Andrejewą zostały laureatkami nagrody Axel-Springer-Preis (niemiecka nagroda dla młodych dziennikarzy). 10 czerwca 2021 roku Darją razem z Kaciaryną Andrejewą zostały laureatkami nagrody Courage in Journalism Award (amerykańska nagroda dla kobiet piszących z niebezpiecznych obszarów). Wraz z Kaciaryną Andrejewą 29 lipca 2021 roku została właścicielką Preis für die Freiheit und Zukunft der Medien (niemiecka nagroda w dziedzinie wolności prasy). 12 sierpnia 2021 roku razem z Kaciaryną Andrejewą, Kaciaryna Barysiewicz i innymi otrzymała Nagrodę im. Gerda Buceriusa dla Wolnej Prasy na Europę Wschodnią znana jako Free Media Award. 15 października 2021 roku wraz z Kaciaryną Andrejewą została właścicielką Prix Europa jako „Europejski Dziennikarz Roku”.

## Reakcje
8 lutego 2021 roku Ambasada Stanów Zjednoczonych w Mińsku wydała oświadczenie wzywające do uwolnienia Czulcowej i Andrejewej. 15 lutego 2021 Tony Lloyd, członek Izby Gmin parlamentu brytyjskiego, udzielił wsparcia uwięzionym dziennikarkom i zażądał ich uwolnienia. Po wydaniu wyroku 18 lutego 2021 roku także prezydent RP Andrzej Duda zażądał amnestii dla Czulcowej i Andrejewej.
Decyzją Rady Unii Europejskiej z 21 czerwca 2021 roku sędzia Natallia Buhuk została wpisana na „Czarną listę UE” m.in. za „wydawanie licznych umotywowanych politycznie wyroków w sprawie dziennikarzy i demonstrantów, w szczególności za skazanie Kaciaryny Bachwalawej (Andrejewej) i Darii Czulcowej” oraz naruszenia praw do obrony i do rzetelnego procesu sądowego. Na mocy tej samej decyzji na listę sankcyjną została wpisana zastępca prokuratora sądu dla rejonu Frunzenskiego w Mińsku Alina Kasianchyk, która została pociągnięta do odpowiedzialności m.in. za ściganie dziennikarzy „za nagrywanie pokojowych demonstracji, opierając się na bezpodstawnych oskarżeniach o «spisek» i «naruszanie porządku publicznego»”. Starszy śledczy sądu dla rejonu Frunzenskiego w Mińsku Ihar Kurylovich został wpisany na „Czarną listę UE” m.in. za przygotowanie umotywowanej politycznie sprawy karnej przeciwko dziennikarkom, które nagrywały pokojowe demonstracje.